# Juan Copa
Juan Carlos Copa Quiroga (La Coruña, 24 agosto 1970) è un allenatore di hockey su pista ed ex hockeista su pista spagnolo.

## Palmarès

### Giocatore

#### Club

##### Competizioni nazionali
- Coppa del Re: 1

Dominicos: 1990

##### Competizioni internazionali
- Coppa CERS/WSE: 1

Liceo La Coruña: 1998-1999

### Allenatore

#### Club

##### Competizioni nazionali
- Supercoppa di Spagna: 3

Liceo La Coruña: 2021
- Coppa del Re: 1

Liceo La Coruña: 2021